# Agrypon batis
Agrypon batis är en stekelart som först beskrevs av Julius Theodor Christian Ratzeburg 1855.  Agrypon batis ingår i släktet Agrypon och familjen brokparasitsteklar. Arten är reproducerande i Sverige. Inga underarter finns listade i Catalogue of Life.